# SN 1979C
SN 1979C는 지구로부터 약 5,000만 광년 떨어진 머리털자리의 메시에 100에서 발생한 초신성으로, 1979년 4월 19일 아마추어 천문학자인 거스 존슨이 발견했다. 초신성 1979C는 II형 초신성으로, 큰 별의 내부 붕괴와 폭발에 관련되어 있다. 폭발 전 별의 질량은 태양의 약 20배 가량으로 추정된다.
2010년 11월 15일 미국 항공 우주국은 찬드라 엑스선 관측선, 스위프트 감마선 폭발 임무, 유럽 우주국의 XMM-뉴턴, 독일의 ROSAT 위성의 1995년 ~ 2007년 자료를 모아 분석하여, 초신성 폭발 이후 생성된 블랙홀을 발견했다고 발표했으며, 이 블랙홀은 현재까지 발견된 블랙홀 중 가장 나이가 어리다. 방출되는 엑스선은 초신성의 물질이나 동반성의 물질이 강착되며 발생하는 것으로 추정된다. 하지만 현재의 연구 상태로는 이 천체가 블랙홀인지 게 성운 펄사와 비슷한 펄사풍 성운의 펄사인지 확정지을 수는 없다.
1985년부터 1990년까지 뉴 멕시코주의 장기선 간섭계에서 초신성 1979C의 광도 곡선 연구를 진행한 적이 있기 때문에, 초신성 1979C는 전파 대역의 스펙트럼도 밝혀져 있다. 2005년 전파 스펙트럼을 측정한 결과, 초신성 1979C에도 물질이 층을 이룬 구조가 존재하며, 전파 대역 광도곡선이 이전에 측정했던 것보다 더욱 평탄해지고 감소했음이 밝혀졌다.

## 같이 보기
- 초신성 1987A : 또 다른 밝은 초신성